# Serie A 1982-1983 (hockey su pista)
La Serie A 1982-1983 è stata la 60ª edizione (la 34ª a girone unico), del torneo di primo livello del campionato italiano di hockey su pista. La competizione ha avuto inizio il 2 ottobre 1982 e si è conclusa il 26 maggio 1983.
Lo scudetto è stato conquistato dall'Amatori Vercelli per la prima volta nella sua storia.

## Stagione

### Novità
A prendere il testimone del Laverda Breganze, del Castiglione  e della Goriziana retrocesse in serie B vi furono, vincendo il campionato cadetto, il Follonica, il Roller Monza e il Trissino. Al torneo parteciparono: AFP Giovinazzo, Amatori Lodi, Amatori Vercelli, Atl. Forte dei Marmi, Bassano, CGC Viareggio, Marzotto Valdagno, Monza, Novara, Pordenone, Reggiana (campione in carica), e appunto il Follonica, il Roller Monza e il Trissino.

### Formula
La formula del campionato, per quanto riguarda la stagione regolare, fu la stessa della stagione precedente; la manifestazione fu organizzata con un girone all'italiana, con gare di andata e ritorno per un totale di 26 giornate. Erano assegnati 2 punti per l'incontro vinto e un punto a testa per l'incontro pareggiato, mentre non ne era attribuito alcuno per la sconfitta. Al termine del campionato la dodicesima, la tredicesima e la quattordicesima classificata retrocedettero in serie B. Come novità furono introdotti i play-off scudetto a cui parteciparono le prime otto squadre classificate al termine della prima fase. Tali play-off furono disputati con la formula dell'eliminazione diretta con gare di andata e ritorno; in caso di parità veniva disputata una gara di spareggio. La squadra vincitrice dei play-off veniva proclamata campione d'Italia.

### Avvenimenti

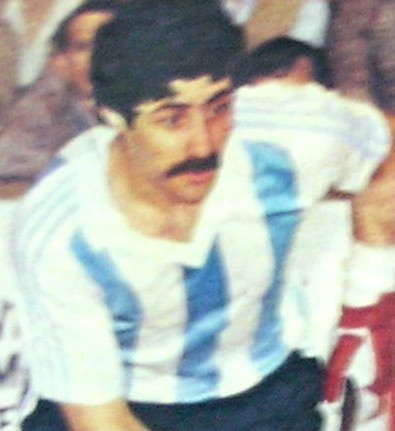
Il fuoriclasse argentino Daniel Martinazzo, due volte scudettato con l'Amatori Vercelli nella prima metà degli anni 1980.

La stagione regolare del campionato iniziò Il 2 ottobre 1982 e si concluse Il 26 marzo 1983. La prima parte della stagione fu caratterizzata dalla fuga in testa alla classifica della Reggiana campione in carica che terminò in testa alla classifica la prima parte del torneo seguita dal Vercelli e dal Lodi. Era anche in ripresa il Novara, quinto in graduatoria, mentre il Giovinazzo era in piena crisi all'ultimo posto con soli quattro punti. La seconda parte del torneo arrise ai vercellesi, che, complici una serie di risultati utili consecutivi, staccarono i rivali chiudendo al primo posto la stagione regolare qualificando per i play-off. Alla post-season si qualificarono anche il Lodi, la Reggiana, il Forte dei Marmi, il Novara, il Follonica e il Trissino neopromosse e il Monza. Nei quarti di finale Amatori Vercelli e Amatori Lodi rispettarono i pronostici eliminando in due gare il Monza e il Trissino accedendo alle semifinali. Il Forte dei Marmi, quarto in campionato, si fece eliminare dal Novara e la Reggiana venne sconfitta dal Follonica cedendo così lo scudetto vinto l'anno prima. Le semifinali videro da un lato l'Amatori Vercelli eliminare con una vittoria e un pareggio il Novara e dall'altro l'Amatori Lodi avere ragione della sorprendente Follonica sempre in due gare. La prima finale scudetto dell'era dei play-off fu quindi Amatori Vercelli contro l'Amatori Lodi. Le due squadre si ritrovarono nella finale scudetto al meglio delle tre partite: la gara decisiva vide i lombardi condurre per 2-1 sino a trenta secondi dalla fine, quando una rete di Daniel Martinazzo riportò la contesa in parità. Come prescritto dal regolamento dell'epoca, il titolo fu assegnato con un incontro in campo neutro, disputato a Viareggio e vinto nettamente dai vercellesi con il punteggio di 6-1, laureandosi così campioni d'Italia per la prima volta nella loro storia. I gialloverdi vercellesi conquistarono anche la Coppa Italia e la prestigiosa Coppa CERS. L'Amatori Vercelli grazie alla vittoria in campionato si qualificò per la Coppa dei Campioni; l'AFP Giovinazzo, finalista della Coppa Italia si qualificò per la Coppa delle Coppe mentre i l'Amatori Lodi, finalista dei play-off, il Follonica e il Novara, eliminati in semifinale, si qualificarono per la Coppa CERS. Retrocedettero in serie B il CGC Viareggio, l'AFP Giovinazzo e il Marzotto Valdagno.

## Squadre partecipanti
| Club                | Stag.    | Città                   | Impianto                              | Stagione precedente              |
| ------------------- | -------- | ----------------------- | ------------------------------------- | -------------------------------- |
| AFP Giovinazzo      | dettagli | Giovinazzo (BA)         | Palasport di Giovinazzo               | 3º in Serie A                    |
| Amatori Vercelli    | dettagli | Vercelli                | PalaIsola                             | 2º in Serie A                    |
| Amatori Lodi        | dettagli | Lodi (MI)               | PalaRiboni                            | 4º in Serie A                    |
| Atl.Forte dei Marmi | dettagli | Forte dei Marmi (LU)    | PalaForte                             | 11º in Serie A                   |
| Bassano             | dettagli | Bassano del Grappa (VI) | Centro Giovanile                      | 7º in Serie A                    |
| CGC Viareggio       | dettagli | Viareggio (LU)          | PalaBarsacchi                         | 6º in Serie A                    |
| Follonica           | dettagli | Follonica (GR)          | Pista Armeni                          | In Serie B, promosso             |
| Marzotto Valdagno   | dettagli | Valdagno (VI)           | PalaSoldà                             | 9º in Serie A                    |
| Monza               | dettagli | Monza (MI)              | Pista di via Ardigò                   | 10º in Serie A                   |
| Novara              | dettagli | Novara                  | Palazzetto dello sport                | 5º in Serie A                    |
| Pordenone           | dettagli | Pordenone               | PalaMarmi                             | 8º in Serie A                    |
| Reggiana            | dettagli | Reggio Emilia           | PalaRegnani di Scandiano (RE)         | 1º in Serie A, campione d'Italia |
| Roller Monza        | dettagli | Monza (MI)              | Palazzetto Paolo VI di Brugherio (MI) | In Serie B, promosso             |
| Trissino            | dettagli | Trissino (VI)           | PalaDante                             | In Serie B, promosso             |

### Allenatori e primatisti
| Squadra              | Allenatore        | Cannoniere              |
| -------------------- | ----------------- | ----------------------- |
| AFP Giovinazzo       |                   |                         |
| Amatori Vercelli     | Alfredo Tarchetti |                         |
| Amatori Lodi         | Marino Severgnini |                         |
| Atl. Forte dei Marmi |                   |                         |
| Bassano              |                   |                         |
| CGC Viareggio        |                   |                         |
| Marzotto Valdagno    |                   |                         |
| Monza                |                   |                         |
| Novara               | Giulio Fona       |                         |
| Follonica            |                   |                         |
| Pordenone            |                   |                         |
| Reggiana             |                   | Pino Marzella (60 reti) |
| Roller Monza         |                   |                         |
| Trissino             |                   |                         |

## Stagione regolare

### Risultati
| Andata (1ª) | Andata (1ª) | Prima giornata                    | Ritorno (14ª) | Ritorno (14ª) |
|             |             |                                   |               |               |
| 2 ott.      | 4-4         | AFP Giovinazzo-Bassano            | 1-1           | 5 gen.        |
| 2 ott.      | 7-2         | Amatori Lodi-Roller Monza         | 2-1           | 5 gen.        |
| 2 ott.      | 8-2         | Amatori Vercelli-Trissino         | 6-1           | 5 gen.        |
| 2 ott.      | 3-5         | CGC Viareggio-Novara              | 1-4           | 5 gen.        |
| 2 ott.      | 4-3         | Marzotto Valdagno-Pol. Follonica  | 2-5           | 5 gen.        |
| 2 ott.      | 4-2         | Monza-Pordenone                   | 1-8           | 5 gen.        |
| 2 ott.      | 5-4         | Reggiana-Atletico Forte dei Marmi | 3-8           | 5 gen.        |

| Andata (2ª) | Andata (2ª) | Seconda giornata                          | Ritorno (15ª) | Ritorno (15ª) |
|             |             |                                           |               |               |
| 9 ott.      | 2-5         | Atletico Forte dei Marmi-Amatori Vercelli | 1-6           | 8 gen.        |
| 9 ott.      | 3-1         | Bassano-Marzotto Valdagno                 | 3-3           | 8 gen.        |
| 9 ott.      | 5-9         | Novara-Reggiana                           | 3-7           | 8 gen.        |
| 9 ott.      | 6-2         | Pol. Follonica-CGC Viareggio              | 3-4           | 8 gen.        |
| 9 ott.      | 5-3         | Pordenone-Amatori Lodi                    | 3-5           | 8 gen.        |
| 9 ott.      | 3-3         | Roller Monza-AFP Giovinazzo               | 3-8           | 8 gen.        |
| 9 ott.      | 3-0         | Trissino-Monza                            | 1-4           | 8 gen.        |

| Andata (3ª) | Andata (3ª) | Terza giornata                 | Ritorno (16ª) | Ritorno (16ª) |
|             |             |                                |               |               |
| 16 ott.     | 4-5         | AFP Giovinazzo-Pol. Follonica  | 2-3           | 15 gen.       |
| 16 ott.     | 2-0         | Amatori Lodi-Novara            | 7-6           | 15 gen.       |
| 16 ott.     | 8-0         | Amatori Vercelli-Bassano       | 3-1           | 15 gen.       |
| 16 ott.     | 7-5         | CGC Viareggio-Roller Monza     | 1-11          | 15 gen.       |
| 16 ott.     | 4-1         | Marzotto Valdagno-Pordenone    | 3-6           | 15 gen.       |
| 16 ott.     | 3-3         | Monza-Atletico Forte dei Marmi | 4-5           | 15 gen.       |
| 16 ott.     | 5-2         | Reggiana-Trissino              | 2-2           | 15 gen.       |

| Andata (4ª) | Andata (4ª) | Quarta giornata                       | Ritorno (17ª) | Ritorno (17ª) |
|             |             |                                       |               |               |
| 30 ott.     | 2-2         | Atletico Forte dei Marmi-Amatori Lodi | 2-5           | 22 gen.       |
| 30 ott.     | 6-2         | Bassano-Monza                         | 1-5           | 22 gen.       |
| 30 ott.     | 7-2         | Novara-AFP Giovinazzo                 | 3-3           | 22 gen.       |
| 30 ott.     | 5-8         | Pol. Follonica-Reggiana               | 7-5           | 22 gen.       |
| 30 ott.     | 1-4         | Pordenone-Amatori Vercelli            | 1-4           | 22 gen.       |
| 30 ott.     | 4-1         | Roller Monza-Marzotto Valdagno        | 5-1           | 22 gen.       |
| 30 ott.     | 3-2         | Trissino-CGC Viareggio                | 4-4           | 22 gen.       |

| Andata (5ª) | Andata (5ª) | Quinta giornata                         | Ritorno (18ª) | Ritorno (18ª) |
|             |             |                                         |               |               |
| 6 nov.      | 2-4         | AFP Giovinazzo-Atletico Forte dei Marmi | 0-3           | 29 gen.       |
| 6 nov.      | 4-2         | Amatori Lodi-Pol. Follonica             | 3-2           | 29 gen.       |
| 6 nov.      | 5-3         | Amatori Vercelli-Novara                 | 2-2           | 29 gen.       |
| 6 nov.      | 4-6         | CGC Viareggio-Bassano                   | 1-3           | 29 gen.       |
| 6 nov.      | 2-3         | Marzotto Valdagno-Trissino              | 3-4           | 29 gen.       |
| 6 nov.      | 5-4         | Monza-Roller Monza                      | 13-4          | 29 gen.       |
| 6 nov.      | 8-4         | Reggiana-Pordenone                      | 3-1           | 29 gen.       |

| Andata (6ª) | Andata (6ª) | Sesta giornata                         | Ritorno (19ª) | Ritorno (19ª) |
|             |             |                                        |               |               |
| 13 nov.     | 9-2         | Atletico Forte dei Marmi-CGC Viareggio | 1-1           | 5 feb.        |
| 13 nov.     | 3-3         | Bassano-Reggiana                       | 0-2           | 5 feb.        |
| 13 nov.     | 6-3         | Novara-Marzotto Valdagno               | 4-6           | 5 feb.        |
| 13 nov.     | 3-1         | Pol. Follonica-Monza                   | 3-7           | 5 feb.        |
| 13 nov.     | 7-4         | Pordenone-AFP Giovinazzo               | 1-5           | 5 feb.        |
| 13 nov.     | 5-8         | Roller Monza-Amatori Vercelli          | 4-9           | 5 feb.        |
| 13 nov.     | 4-8         | Trissino-Amatori Lodi                  | 4-7           | 5 feb.        |

| Andata (7ª) | Andata (7ª) | Settima giornata                 | Ritorno (20ª) | Ritorno (20ª) |
|             |             |                                  |               |               |
| 20 nov.     | 4-1         | Amatori Lodi-Amatori Vercelli    | 1-4           | 12 feb.       |
| 20 nov.     | 2-6         | Bassano-Atletico Forte dei Marmi | 3-0           | 12 feb.       |
| 20 nov.     | 5-3         | CGC Viareggio-Pordenone          | 1-8           | 12 feb.       |
| 20 nov.     | 3-2         | Marzotto Valdagno-AFP Giovinazzo | 1-6           | 12 feb.       |
| 20 nov.     | 0-1         | Monza-Reggiana                   | 2-3           | 12 feb.       |
| 20 nov.     | 5-1         | Novara-Trissino                  | 5-6           | 12 feb.       |
| 20 nov.     | 8-2         | Pol. Follonica-Roller Monza      | 2-10          | 12 feb.       |

| Andata (8ª) | Andata (8ª) | Ottava giornata                            | Ritorno (21ª) | Ritorno (21ª) |
|             |             |                                            |               |               |
| 27 nov.     | 4-5         | AFP Giovinazzo-CGC Viareggio               | 2-3           | 19 feb.       |
| 27 nov.     | 7-1         | Amatori Vercelli-Monza                     | 3-1           | 19 feb.       |
| 27 nov.     | 8-4         | Atletico Forte dei Marmi-Marzotto Valdagno | 0-1           | 19 feb.       |
| 27 nov.     | 3-3         | Pordenone-Pol. Follonica                   | 2-3           | 19 feb.       |
| 27 nov.     | 6-4         | Reggiana-Amatori Lodi                      | 1-6           | 19 feb.       |
| 27 nov.     | 2-4         | Roller Monza-Novara                        | 3-4           | 19 feb.       |
| 27 nov.     | 8-2         | Trissino-Bassano                           | 4-4           | 19 feb.       |

| Andata (9ª) | Andata (9ª) | Nona giornata                   | Ritorno (22ª) | Ritorno (22ª) |
|             |             |                                 |               |               |
| 4 dic.      | 4-1         | Amatori Lodi-AFP Giovinazzo     | 6-3           | 26 feb.       |
| 4 dic.      | 5-2         | Bassano-Pol. Follonica          | 1-1           | 26 feb.       |
| 4 dic.      | 3-6         | CGC Viareggio-Amatori Vercelli  | 2-15          | 26 feb.       |
| 4 dic.      | 2-1         | Monza-Marzotto Valdagno         | 0-2           | 26 feb.       |
| 4 dic.      | 2-1         | Novara-Atletico Forte dei Marmi | 1-3           | 26 feb.       |
| 4 dic.      | 11-2        | Reggiana-Roller Monza           | 5-6           | 26 feb.       |
| 4 dic.      | 3-3         | Trissino-Pordenone              | 3-3           | 26 feb.       |

| Andata (10ª) | Andata (10ª) | Decima giornata                       | Ritorno (23ª) | Ritorno (23ª) |
|              |              |                                       |               |               |
| 8 dic.       | 3-4          | AFP Giovinazzo-Trissino               | 3-10          | 5 mar.        |
| 8 dic.       | 4-6          | Amatori Vercelli-Reggiana             | 11-4          | 5 mar.        |
| 8 dic.       | 5-2          | CGC Viareggio-Monza                   | 1-2           | 5 mar.        |
| 8 dic.       | 0-4          | Marzotto Valdagno-Amatori Lodi        | 4-6           | 5 mar.        |
| 8 dic.       | 5-3          | Pol. Follonica-Novara                 | 4-3           | 5 mar.        |
| 8 dic.       | 2-2          | Pordenone-Bassano                     | 7-4           | 5 mar.        |
| 8 dic.       | 4-5          | Roller Monza-Atletico Forte dei Marmi | 1-3           | 5 mar.        |

| Andata (11ª) | Andata (11ª) | Undicesima giornata                     | Ritorno (24ª) | Ritorno (24ª) |
|              |              |                                         |               |               |
| 11 dic.      | 9-3          | Amatori Vercelli-Marzotto Valdagno      | 4-2           | 12 mar.       |
| 11 dic.      | 3-1          | Atletico Forte dei Marmi-Pol. Follonica | 3-3           | 12 mar.       |
| 11 dic.      | 2-2          | Bassano-Amatori Lodi                    | 2-7           | 12 mar.       |
| 11 dic.      | 7-1          | Monza-AFP Giovinazzo                    | 2-4           | 12 mar.       |
| 11 dic.      | 1-2          | Pordenone-Novara                        | 4-7           | 12 mar.       |
| 11 dic.      | 10-3         | Reggiana-CGC Viareggio                  | 6-4           | 12 mar.       |
| 11 dic.      | 4-4          | Trissino-Roller Monza                   | 2-5           | 12 mar.       |

| Andata (12ª) | Andata (12ª) | Dodicesima giornata               | Ritorno (25ª) | Ritorno (25ª) |
|              |              |                                   |               |               |
| 18 dic.      | 9-2          | AFP Giovinazzo-Reggiana           | 5-2           | 19 mar.       |
| 18 dic.      | 5-1          | Amatori Lodi-Monza                | 3-3           | 19 mar.       |
| 18 dic.      | 4-3          | Atletico Forte dei Marmi-Trissino | 4-4           | 19 mar.       |
| 18 dic.      | 3-3          | Marzotto Valdagno-CGC Viareggio   | 1-3           | 19 mar.       |
| 18 dic.      | 9-2          | Novara-Bassano                    | 5-4           | 19 mar.       |
| 18 dic.      | 2-2          | Pol. Follonica-Amatori Vercelli   | 4-10          | 19 mar.       |
| 18 dic.      | 7-5          | Roller Monza-Pordenone            | 4-4           | 19 mar.       |

| \| Andata (13ª)[26] \| Andata (13ª)[26] \| Tredicesima giornata \| Ritorno (26ª)[27] \| Ritorno (26ª)[27] \| \| \| \| \| \| \| \| 22 dic. \| 9-2 \| Amatori Vercelli-AFP Giovinazzo \| 5-3 \| 26 mar. \| \| 22 dic. \| 3-3 \| Bassano-Roller Monza \| 1-5 \| 26 mar. \| \| 22 dic. \| 2-5 \| CGC Viareggio-Amatori Lodi \| 2-10 \| 26 mar. \| \| 22 dic. \| 8-1 \| Monza-Novara \| 5-2 \| 26 mar. \| \| 22 dic. \| 9-4 \| Pordenone-Atletico Forte dei Marmi \| 3-4 \| 26 mar. \| \| 22 dic. \| 6-2 \| Trissino-Pol. Follonica \| 3-6 \| 26 mar. \| \| 23 dic. \| 3-2 \| Reggiana-Marzotto Valdagno \| 5-0 \| 26 mar. \| |              |                                    |               |               |
| Andata (13ª) | Andata (13ª) | Tredicesima giornata               | Ritorno (26ª) | Ritorno (26ª) |
| |              |                                    |               |               |
| 22 dic. | 9-2          | Amatori Vercelli-AFP Giovinazzo    | 5-3           | 26 mar.       |
| 22 dic. | 3-3          | Bassano-Roller Monza               | 1-5           | 26 mar.       |
| 22 dic. | 2-5          | CGC Viareggio-Amatori Lodi         | 2-10          | 26 mar.       |
| 22 dic. | 8-1          | Monza-Novara                       | 5-2           | 26 mar.       |
| 22 dic. | 9-4          | Pordenone-Atletico Forte dei Marmi | 3-4           | 26 mar.       |
| 22 dic. | 6-2          | Trissino-Pol. Follonica            | 3-6           | 26 mar.       |
| 23 dic. | 3-2          | Reggiana-Marzotto Valdagno         | 5-0           | 26 mar.       |

### Classifica finale
|  | Pos. | Squadra              | Pt | G  | V  | N | P  | GF  | GS  | DR  |
|  | ---- | -------------------- | -- | -- | -- | - | -- | --- | --- | --- |
|  | 1.   | Amatori Vercelli     | 46 | 26 | 22 | 2 | 2  | 158 | 60  | +98 |
|  | 2.   | Amatori Lodi         | 43 | 26 | 20 | 3 | 3  | 125 | 66  | +59 |
|  | 3.   | Reggiana             | 36 | 26 | 17 | 2 | 7  | 120 | 100 | +20 |
|  | 4.   | Atl. Forte dei Marmi | 31 | 26 | 13 | 5 | 8  | 89  | 78  | +11 |
|  | 5.   | Novara               | 26 | 26 | 12 | 2 | 12 | 101 | 98  | +3  |
|  | 6.   | Follonica            | 26 | 26 | 11 | 4 | 11 | 94  | 100 | -6  |
|  | 7.   | Trissino             | 25 | 26 | 9  | 7 | 10 | 93  | 108 | -15 |
|  | 8.   | Monza                | 24 | 26 | 11 | 2 | 13 | 85  | 82  | +3  |
|  | 9.   | Bassano              | 21 | 26 | 6  | 9 | 11 | 72  | 95  | -13 |
|  | 10.  | Roller Monza         | 20 | 26 | 8  | 4 | 14 | 109 | 128 | -19 |
|  | 11.  | Pordenone            | 19 | 26 | 7  | 5 | 14 | 95  | 99  | -4  |
|  | 12.  | CGC Viareggio        | 17 | 26 | 7  | 3 | 16 | 76  | 142 | -66 |
|  | 13.  | AFP Giovinazzo       | 16 | 26 | 6  | 4 | 16 | 86  | 107 | -21 |
|  | 14.  | Marzotto Valdagno    | 14 | 26 | 6  | 2 | 18 | 60  | 100 | -40 |

Legenda:
  Partecipa ai play-off scudetto.
  Campione d'Italia.
  Vincitore della Coppa Italia 1982-1983.
      Qualificato in Coppa dei Campioni 1983-1984.
      Qualificato in Coppa delle Coppe 1983-1984.
      Qualificato in Coppa CERS 1983-1984.
      Retrocesso in Serie A2 1983-1984.
Note:
Due punti a vittoria, uno a pareggio, zero a sconfitta.
In caso di parità di punteggio, le posizioni erano decise per differenza reti generale.

## Play-off scudetto

### Tabellone
|  | Quarti di finale     | Quarti di finale     | Quarti di finale     | Quarti di finale | Quarti di finale |  |  | Semifinali | Semifinali       | Semifinali       | Semifinali   | Semifinali   |   |   | Finale | Finale           | Finale           | Finale | Finale | Finale | Finale |  |
|  |                      |                      |                      |                  |                  |  |  |            |                  |                  |              |              |   |   |        |                  |                  |        |        |        |        |  |
|  | Amatori Vercelli     | Amatori Vercelli     | Amatori Vercelli     | 8                | 6                |  |  |            |                  |                  |              |              |   |   |        |                  |                  |        |        |        |        |  |
|  | Monza                | Monza                | Monza                | 2                | 2                |  |  | 1          | Amatori Vercelli | Amatori Vercelli | 9            | 4            |   |   |        |                  |                  |        |        |        |        |  |
|  | Atl. Forte dei Marmi | Atl. Forte dei Marmi | Atl. Forte dei Marmi | 1                | 4                |  |  | 5          | Novara           | Novara           | 2            | 4            |   |   |        |                  |                  |        |        |        |        |  |
|  | Novara               | Novara               | Novara               | 2                | 6                |  |  |            |                  |                  |              |              |   |   | 1      | Amatori Vercelli | Amatori Vercelli | 7      | 5      | 2      | 6      |  |
|  | Reggiana             | Reggiana             | Reggiana             | 3                | 2                |  |  |            |                  | 2                | Amatori Lodi | Amatori Lodi | 3 | 6 | 2      | 1                |                  |        |        |        |        |  |
|  | Follonica            | Follonica            | Follonica            | 4                | 4                |  |  | 6          | Follonica        | Follonica        | 3            | 0            |   |   |        |                  |                  |        |        |        |        |  |
|  | Amatori Lodi         | Amatori Lodi         | Amatori Lodi         | 10               | 9                |  |  | 2          | Amatori Lodi     | Amatori Lodi     | 4            | 5            |   |   |        |                  |                  |        |        |        |        |  |
|  | Trissino             | Trissino             | Trissino             | 5                | 5                |  |  |            |                  |                  |              |              |   |   |        |                  |                  |        |        |        |        |  |

### Quarti di finale
(1) Amatori Vercelli vs. (8) Monza
| Vercelli 7 aprile 1983, ore 21:00 CEST Andata | Amatori Vercelli | 8 – 2 | Monza | PalaIsola (1400 spett.) |

| Biassono 14 aprile 1983, ore 21:00 CEST Ritorno | Monza | 2 – 6 | Amatori Vercelli | PalaRovagnati |

(2) Amatori Lodi vs. (7) Trissino
| Lodi 9 aprile 1983, ore 21:00 CEST Andata | Amatori Lodi | 10 – 5 | Trissino | PalaRiboni |

| Trissino 16 aprile 1983, ore 21:00 CEST Ritorno | Trissino | 5 – 9 | Amatori Lodi | Palasport di Trissino |

(3) Reggiana vs. (6) Pol. Follonica
| Scandiano 9 aprile 1983, ore 21:00 CEST Andata | Reggiana | 3 – 4 | Follonica | PalaRegnani |

| Follonica 16 aprile 1983, ore 21:00 CEST Ritorno | Follonica | 4 – 2 | Reggiana | Pista Armeni |

(4) Atletico Forte dei Marmi vs. (5) Novara
| Forte dei Marmi 9 aprile 1983, ore 21:00 CEST Andata | Atl. Forte dei Marmi | 1 – 2 | Novara | PalaForte |

| Novara 16 aprile 1983, ore 21:00 CEST Ritorno | Novara | 6 – 4 | Atl. Forte dei Marmi | Palazzetto dello sport |

### Semifinali
(1) Amatori Vercelli vs. (5) Novara
| Vercelli 23 aprile 1983, ore 21:00 CEST Andata | Amatori Vercelli | 9 – 2 | Novara | PalaIsola |

| Novara 30 aprile 1983, ore 21:00 CEST Ritorno | Novara | 4 – 4 | Amatori Vercelli | Palazzetto dello sport |

(2) Amatori Lodi vs. (6) Pol. Follonica
| Lodi 23 aprile 1983, ore 21:00 CEST Andata | Amatori Lodi | 4 – 3 | Follonica | PalaRiboni |

| Follonica 30 aprile 1983, ore 21:00 CEST Ritorno | Follonica | 0 – 5 | Amatori Lodi | Pista Armeni |

### Finale
(1) Amatori Vercelli vs. (2) Amatori Lodi
| Arbitro: | Pancani (Pistoia) |

|                                                                                |            |                                                                                    |
| Girardelli 1'59" Martinazzo 10'19" 13'20" ?'??" Cesana 26'00" ?'??"            | Marcatori  | 20'00" ?'??" Coria ?'??" Fantozzi                                                  |
| Borrini Cesana Fontana Girardelli Martinazzo Molteni Motaran Rollino Tarchetti | Formazioni | Colamaria Colciago Coria Fantozzi Gasparini Nava Prada Ricci Rizzitelli Severgnini |
| Alfredo Tarchetti                                                              | Allenatori | Marino Severgnini                                                                  |

| Lodi 14 maggio 1983, ore 21:30 CEST Ritorno | Amatori Lodi | 6 – 5                                                                          | Amatori Vercelli | PalaRiboni (2000 spett.) |
| \| \| \| \| \| Colamaria ?'??" Rizzitelli ?'??" Fantozzi ?'??" Coria ?'??" \| Marcatori \| ?'??" Borrini ?'??" Martinazzo ?'??" ?'??" Rollino \| \| Colamaria Colciago Coria Fantozzi Gasparini Nava Prada Ricci Rizzitelli Severgnini \| Formazioni \| Borrini Cesana Fontana Girardelli Martinazzo Molteni Motaran Rollino Tarchetti \| \| Marino Severgnini \| Allenatori \| Alfredo Tarchetti \| |              |                                                                                |                  |                          |
| |              |                                                                                |                  |                          |
| Colamaria ?'??" Rizzitelli ?'??" Fantozzi ?'??" Coria ?'??" | Marcatori    | ?'??" Borrini ?'??" Martinazzo ?'??" ?'??" Rollino                             |                  |                          |
| Colamaria Colciago Coria Fantozzi Gasparini Nava Prada Ricci Rizzitelli Severgnini | Formazioni   | Borrini Cesana Fontana Girardelli Martinazzo Molteni Motaran Rollino Tarchetti |                  |                          |
| Marino Severgnini | Allenatori   | Alfredo Tarchetti                                                              |                  |                          |

| Arbitro: | Monetti (?) |

|                                                                                |            |                                                                                    |
| Cesana 11'00" Martinazzo 50'00"                                                | Marcatori  | 19'31" 40'41" Rizzitelli                                                           |
| Borrini Cesana Fontana Girardelli Martinazzo Molteni Motaran Rollino Tarchetti | Formazioni | Colamaria Colciago Coria Fantozzi Gasparini Nava Prada Ricci Rizzitelli Severgnini |
| Alfredo Tarchetti                                                              | Allenatori | Marino Severgnini                                                                  |

| Arbitro: | ? (?) |

|                                                                                |            |                                                                                    |
| Girardelli ?'??" Cesana ?'??" Martinazzo ?'??"                                 | Marcatori  | ?'??" Rizzitelli                                                                   |
| Borrini Cesana Fontana Girardelli Martinazzo Molteni Motaran Rollino Tarchetti | Formazioni | Colamaria Colciago Coria Fantozzi Gasparini Nava Prada Ricci Rizzitelli Severgnini |
| Alfredo Tarchetti                                                              | Allenatori | Marino Severgnini                                                                  |

## Verdetti
| Verdetto                          | Club                                           |
| --------------------------------- | ---------------------------------------------- |
| Campione d'Italia 1982-1983       | Amatori Vercelli (1º titolo)                   |
| Qualificato in Coppa dei Campioni | Amatori Vercelli                               |
| Qualificato in Coppa delle Coppe  | AFP Giovinazzo                                 |
| Qualificate in Coppa CERS         | Amatori Lodi Novara Follonica                  |
| Retrocesse in Serie A2            | CGC Viareggio AFP Giovinazzo Marzotto Valdagno |

### Squadra campione
| N° | Naz.                 | Ruolo      | Sportivo          |  |  |  |
| -- | -------------------- | ---------- | ----------------- |  |  |  |
|    | Italia (bandiera)    | Difensore  | Roberto Borrini   |  |  |  |
|    | Italia (bandiera)    | Attaccante | Antonio Cesana    |  |  |  |
|    | Italia (bandiera)    | Portiere   | Francesco Fontana |  |  |  |
|    | Italia (bandiera)    | Centro     | Franco Girardelli |  |  |  |
|    | Argentina (bandiera) | Attaccante | Daniel Martinazzo |  |  |  |
|    | Italia (bandiera)    | Portiere   | Giuseppe Molteni  |  |  |  |
|    | Italia (bandiera)    | ?          | Renzo Motaran     |  |  |  |
|    | Italia (bandiera)    | Attaccante | Mauro Rollino     |  |  |  |
|    | Italia (bandiera)    | ?          | Alfredo Tarchetti |  |  |  |

- Allenatore:  Alfredo Tarchetti

## Statistiche del torneo

### Capoliste solitarie
|    | —— | —— | —— | —— | ——   | ——       | ——       | ——       | ——       | ——       | ——       | ——       | ——  | ——  | ——   | ——   | ——  | ——  | ——               | ——               | ——               | ——               | ——               | ——               | ——               | —— |  |
|    |    |    |    |    | Ver. | Reggiana | Reggiana | Reggiana | Reggiana | Reggiana | Reggiana | Reggiana |     |     | Ver. | Ver. |     |     | Amatori Vercelli | Amatori Vercelli | Amatori Vercelli | Amatori Vercelli | Amatori Vercelli | Amatori Vercelli | Amatori Vercelli |    |  |
|    |    |    |    |    |      |          |          |          |          |          |          |          |     |     |      |      |     |     |                  |                  |                  |                  |                  |                  |                  |    |  |
|    |    |    |    |    |      |          |          |          |          |          |          |          |     |     |      |      |     |     |                  |                  |                  |                  |                  |                  |                  |    |  |
| 1ª | 2ª | 3ª | 4ª | 5ª | 6ª   | 7ª       | 8ª       | 9ª       | 10ª      | 11ª      | 12ª      | 13ª      | 14ª | 15ª | 16ª  | 17ª  | 18ª | 19ª | 20ª              | 21ª              | 22ª              | 23ª              | 24ª              | 25ª              | 26ª              |    |  |

### Classifica in divenire
|                      | 1ª | 2ª | 3ª | 4ª | 5ª | 6ª | 7ª | 8ª | 9ª | 10ª | 11ª | 12ª | 13ª | 14ª | 15ª | 16ª | 17ª | 18ª | 19ª | 20ª | 21ª | 22ª | 23ª | 24ª | 25ª | 26ª |
| -------------------- | -- | -- | -- | -- | -- | -- | -- | -- | -- | --- | --- | --- | --- | --- | --- | --- | --- | --- | --- | --- | --- | --- | --- | --- | --- | --- |
| AFP Giovinazzo       | 1  | 2  | 2  | 2  | 2  | 2  | 2  | 2  | 2  | 2   | 2   | 4   | 4   | 5   | 7   | 7   | 8   | 8   | 10  | 12  | 12  | 12  | 12  | 14  | 16  | 16  |
| Amatori Lodi         | 2  | 2  | 4  | 5  | 7  | 9  | 11 | 11 | 13 | 15  | 16  | 18  | 20  | 22  | 24  | 26  | 28  | 30  | 32  | 32  | 34  | 36  | 38  | 40  | 41  | 43  |
| Amatori Vercelli     | 2  | 4  | 6  | 8  | 10 | 12 | 12 | 14 | 16 | 16  | 18  | 19  | 21  | 23  | 25  | 27  | 29  | 30  | 32  | 34  | 36  | 38  | 40  | 42  | 44  | 46  |
| Atl. Forte dei Marmi | 0  | 0  | 1  | 2  | 4  | 6  | 8  | 10 | 10 | 12  | 14  | 16  | 16  | 18  | 18  | 20  | 20  | 22  | 23  | 23  | 23  | 25  | 27  | 28  | 29  | 31  |
| Bassano              | 1  | 3  | 3  | 5  | 7  | 8  | 8  | 8  | 10 | 11  | 12  | 12  | 13  | 14  | 15  | 15  | 15  | 17  | 17  | 19  | 20  | 21  | 21  | 21  | 21  | 21  |
| CGC Viareggio        | 0  | 0  | 2  | 2  | 2  | 2  | 4  | 6  | 6  | 8   | 8   | 9   | 9   | 9   | 11  | 11  | 12  | 12  | 13  | 13  | 15  | 15  | 15  | 15  | 17  | 17  |
| Marzotto Valdagno    | 2  | 2  | 4  | 4  | 4  | 4  | 6  | 6  | 6  | 6   | 6   | 7   | 7   | 7   | 8   | 8   | 8   | 8   | 10  | 10  | 12  | 14  | 14  | 14  | 14  | 14  |
| Monza                | 2  | 2  | 3  | 3  | 5  | 5  | 5  | 5  | 7  | 7   | 9   | 9   | 11  | 11  | 13  | 13  | 15  | 17  | 19  | 19  | 19  | 19  | 21  | 21  | 22  | 24  |
| Novara               | 2  | 2  | 2  | 4  | 4  | 6  | 8  | 10 | 12 | 12  | 14  | 16  | 16  | 18  | 18  | 18  | 19  | 20  | 20  | 20  | 22  | 22  | 22  | 24  | 26  | 26  |
| Follonica            | 0  | 2  | 4  | 4  | 4  | 6  | 8  | 9  | 9  | 11  | 11  | 12  | 12  | 14  | 14  | 16  | 18  | 18  | 18  | 18  | 20  | 21  | 23  | 24  | 24  | 26  |
| Pordenone            | 0  | 2  | 2  | 2  | 2  | 4  | 4  | 5  | 6  | 7   | 7   | 7   | 9   | 11  | 11  | 13  | 13  | 13  | 13  | 15  | 15  | 16  | 18  | 18  | 19  | 19  |
| Reggiana             | 2  | 4  | 6  | 8  | 10 | 11 | 13 | 15 | 17 | 19  | 21  | 21  | 23  | 23  | 25  | 26  | 26  | 28  | 30  | 32  | 32  | 32  | 32  | 34  | 34  | 36  |
| Roller Monza         | 0  | 1  | 1  | 3  | 3  | 3  | 3  | 3  | 3  | 3   | 4   | 6   | 7   | 7   | 7   | 9   | 11  | 11  | 11  | 13  | 13  | 15  | 15  | 17  | 18  | 20  |
| Trissino             | 0  | 2  | 2  | 4  | 6  | 6  | 6  | 8  | 9  | 11  | 12  | 12  | 14  | 14  | 14  | 15  | 16  | 18  | 18  | 20  | 21  | 22  | 24  | 24  | 25  | 25  |

### Record squadre
I dati sotto riportati riguardano le statistiche della stagione regolare.
- Maggior numero di vittorie: Amatori Vercelli (22)
- Minor numero di vittorie: AFP Giovinazzo, Bassano e Marzotto Valdagno (6)
- Maggior numero di pareggi: Bassano (9)
- Minor numero di pareggi: Amatori Vercelli, Marzotto Valdagno, Monza, Novara e Reggiana (2)
- Maggior numero di sconfitte: Marzotto Valdagno (18)
- Minor numero di sconfitte: Amatori Vercelli (2)
- Miglior attacco: Amatori Vercelli (158 reti realizzate)
- Peggior attacco: Marzotto Valdagno
- Miglior difesa: Amatori Vercelli (60 reti subite)
- Peggior difesa: CGC Viareggio (142 reti subite)
- Miglior differenza reti: Amatori Vercelli (+98)
- Peggior differenza reti: CGC Viareggio (-66)

### Classifica cannonieri
| Gol |  |  | Giocatore     | Squadra  |
| --- |  |  | ------------- | -------- |
| 60  |  |  | Pino Marzella | Reggiana |